# Columbella erythraeensis
Columbella erythraeensis là một loài ốc biển, là động vật thân mềm chân bụng sống ở biển trong họ Columbellidae.
Đây là một nomen dubium, a name that is of unknown hoặc doubtful application.